# Twarz adenoidalna
Twarz adenoidalna (łac. facies adenoidea) – typowy obraz dziecka, u którego występuje przerost migdałka gardłowego. Powstaje ona przez długotrwałe oddychanie przez otwarte usta, czego następstwem są:
- silniejszy rozwój żuchwy w stosunku do szczęki i pozostałej części twarzoczaszki
- cofnięcie żuchwy
- dolne położenie języka
- podłużna twarz (long face syndrome)
- „gotycki” typ podniebienia (wyższe i węższe)
- tyłozgryz lub zgryz krzyżowy